# Kursi (Golanské výšiny)
Národní park Kursi (hebrejsky: גן לאומי כורסי, Gan le'umi Kursi) je archeologická lokalita a národní park v Izraeli, v Severním distriktu, respektive na Izraelem okupovaných Golanských výšinách.

## Geografie
Leží v nadmořské výšce okolo 200 metrů pod úrovní moře na východním břehu Galilejského jezera, do kterého na severní straně lokality ústí vádí Nachal Samach. Park se nachází cca 12 kilometrů severovýchodně od města Tiberias, cca 4 kilometry severně od vesnice Ejn Gev.

## Popis parku
Národní park je významnou archeologickou lokalitou. Nacházejí se tu zbytky židovské vesnice s doby Talmudu. Areálu dominují ruiny byzantského kláštera, největšího v Izraeli. Byl postaven v 5. století a zničen při perské invazi roku 614. Byly tu odkryty cenné mozaiky.